# Linda Thomas-Greenfield
Pour les articles homonymes, voir Thomas et Greenfield.
Linda Thomas-Greenfield, née le 22 novembre 1952 à Baker (Louisiane), est une diplomate américaine, membre du Parti démocrate et 
ambassadrice des États-Unis auprès des Nations unies depuis le 23 février 2021, sous la présidence de Joe Biden.

## Biographie

### Situation personnelle et études
Linda Thomas-Greenfield naît à Baker en Louisiane. Elle obtient un baccalauréat universitaire de l'université d'État de Louisiane, suivi d'un master en administration publique de l'université du Wisconsin à Madison.

### Carrière diplomatique

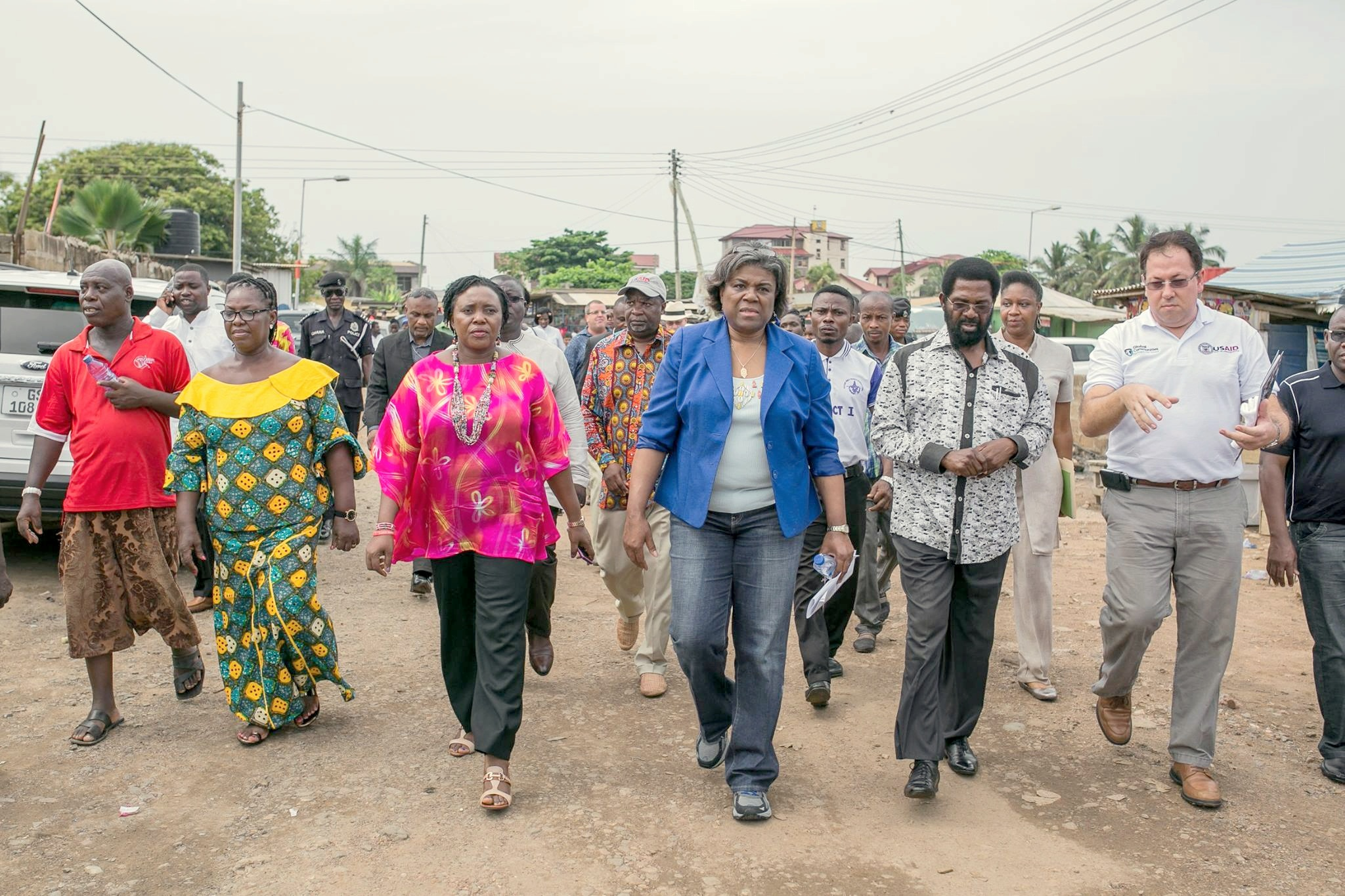
Linda Thomas-Greenfield (au centre) au Ghana, lors d'une visite d'inspection et de soutien à un projet soutenu par l'USAID visant à améliorer l'accès à l'eau potable, l'assainissement et l'hygiène pour stopper la septième pandémie de choléra au Ghana (18 avril 2016).

Linda Thomas-Greenfield occupe successivement les postes de sous-secrétaire adjointe à la population, aux réfugiés et à la migration entre 2004 et 2006, 43e ambassadrice des États-Unis au Libéria entre 2008 et 2012, directrice générale du Service extérieur des États-Unis entre 2012 et 2013, puis secrétaire d'État assistante aux Affaires africaines entre 2013 et 2017,.
En 2017, elle est démise de ses fonctions par l'administration Trump, une décision que les journalistes Tracy Wilkinson et Noah Bierman du Los Angeles Times considèrent être le début d'une « purge des hauts fonctionnaires du département d'État pendant près de quatre ans ».
En novembre 2020, le président élu Joe Biden annonce qu'il nommera Linda Thomas-Greenfield au poste d'ambassadrice des États-Unis auprès des Nations unies après son entrée à la Maison-Blanche en janvier 2021. Sa nomination est confirmée par le Sénat des États-Unis le 23 février 2021. Alors qu'il est souvent reproché aux États-Unis leurs peu de concertation avec leurs alliés, sa nomination est vue comme une volonté de mettre en avant le multilatéralisme au niveau international.